# I Woke Up Early the Day I Died
Pour plus de détails, voir Fiche technique et Distribution.
I Woke Up Early the Day I Died est un film américain d'Aris Iliopulos sorti en 1998.

## Synopsis
Un braqueur de banque s'échappe de l'asile psychiatrique et part à la recherche de son magot. 

## Fiche technique
- Titre original : I Woke up Early the Day I Died
- Réalisation : Aris Iliopulos
- Scénario : Ed Wood
- Montage : Dody Dorn
- Pays d'origine : États-Unis
- Genre : Comédie noire et thriller
- Durée : 90 minutes
- Année de production : 1998

## Distribution
- Christina Ricci
- Tippi Hedren
- John Ritter
- Billy Zane
- Ron Perlman
- Andrew McCarthy
- Will Patton
- Max Perlich
- Sandra Bernhard
- Eartha Kitt
- Ann Magnuson
- Abraham Benrubi
- Karen Black
- Nicollette Sheridan
- Rick Schroder
- Jonathan Taylor Thomas
- Steven Weber